# Seekasse
Seekasse (Kasa Morska) – niemiecka instytucja ubezpieczeniowa prawa publicznego, odpowiedzialna za ubezpieczenie osób pracujących na morzu, szczególnie marynarzy. Istniała od 1 stycznia 1907 do 2005 roku.
1 października 2005 na bazie Bahnversicherungsanstalt (Kolejowego Zakładu Ubezpieczeń) i Kasy Morskiej powstał nowy podmiot prawa publicznego – Deutsche Rentenversicherung Knappschaft-Bahn-See, tj. Niemiecki Zakład Ubezpieczeń Rentowych Kolejowych i Morskich.